# Robert J. Sawyer
Robert James Sawyer (Ottawa, 29 de abril de 1960) é um escritor canadense especializado em ficção científica. Ele teve 21 romances publicados, nos quais ganhou o Prêmio Nebula (1995), o Hugo Award (2003), e o John W. Campbell Memorial Award (2006). É o escritor do livro FlashForward, que inspirou a série homônima produzida pela ABC, na qual trabalhou como consultor.

## Obra
- Golden Fleece (Warner Books/Questar, 1990)
- The Quintaglio Ascension trilogy:
  - Far-Seer (Ace, 1992)
  - Fossil Hunter (Ace, 1993)
  - Foreigner (Ace, 1994)
- End of an Era (Ace, 1994)
- The Terminal Experiment -  Serialized as Hobson's Choice in Analog (HarperPrism, 1995)
- Starplex - Serialized in Analog (Ace, 1996)
- Frameshift (Tor, 1997)
- Illegal Alien (Ace, 1997)
- Factoring Humanity (Tor, 1998)
- Flashforward (Tor, 1999)
- Calculating God (Tor, 2000)
- Iterations - Short stories (Quarry Press, 2002)
- The Neanderthal Parallax trilogy:
  - Hominids - Serialized in Analog (Tor, 2003)
  - Humans (Tor, 2003)
  - Hybrids (Tor, 2003)
- Relativity (ISFiC Press, 2004)
- Mindscan (Tor, 2005)
- Rollback - Serialized in Analog (Tor, 2007)
- Identity Theft and Other Stories (Red Deer Press, 2008)
- The WWW trilogy:
  - Wake (Serialized in Analog, 2008-9; Ace USA and Viking Canada, 2009)
  - Watch (Ace, April 6, 2010)
  - Wonder (Ace USA, Penguin Canada and Orion/Gollancz UK, 2011) [1]
- Triggers (Serialized in Analog, 2012; Ace USA, Viking Canada and Gollancz UK, April 2012)
- Red Planet Blues (March 24, 2013; Ace USA) [2]

1. ↑  Robert J. Sawyer. «Wonder»
2. ↑  «Robert J Sawyer - Red Planet Blues cover art reveal (and release date!)». Consultado em 15 de janeiro de 2013. Arquivado do original em 11 de novembro de 2012